# Скайлер, Филип
Филип Скайлер (англ. Philip Schuyler; 11 ноября 1733, Олбани, Нью-Йорк — 18 ноября 1804, Олбани, Нью-Йорк) — американский военный, член Континентального конгресса, участник Войны за независимость США, первый сенатор от штата Нью-Йорк. Скайлер родился в городе Олбани, в молодости участвовал во Франко-индейской войне, избирался в Генеральную Ассамблею Нью-Йорка в 1768 и был депутатом Континентального Конгресса в 1775 году. В начале войны планировал наступление на Квебек, но из-за плохого здоровья передал командование Ричарду Монтгомери. Участвовал в планировании Саратогской кампании, но был смещён Конгрессом после сдачи форта Тикондерога и был заменён на генерала Гейтса. Покинул армию в 1799 году. Он стал сенатором от штата Нью-Йорк и поддерживал ратификацию Конституции. В 1797 году стал сенатором от партии федералистов.

## Ранние годы
Филип Скайлер родился в городе Олбани, в семье Йоханнеса Скайлера Мл. и Корнелии ван Кортланд, и принадлежал к третьему поколению голландской по происхождению семьи Скайлеров. О происхождении его предка Филипа Питерсена Скайлера известно только то, что он прибыл в Новый Свет из Амстердама в 1650 году, а 12 декабря 1650 года он женился на Маргарет фон Шлехтенхорст. В их семье было 10 детей. Филип умер в 1684, а его сын Питер был мэром Олбани с 1686 по 1694 год. Его брат Джон имел звание капитана. В 1695 году он женился на Элизабет Статс. Их старший сын Джон родился осенью 1697 года. Он почти никак не проявил себя в истории. Известно, что он женился на Корнелии, дочери Стивена ван Кортланда, и получил хорошее приданое. Он умер в 1741 году, оставив пять детей, старшим из которых был Филип, рождённых в их имении в Олбани 20 ноября 1733 года.
Филип обучался в средней школе в Олбани, а когда его отец умер в 1741 года, его стали обучать частные учителя фамилии Ван Кортланд в Нью-Рошелле. Он с детства свободно владел голландским и английским языками, а с 1748 года начал изучать французский язык и математику. В годы жизни в Нью-Рошелле он принимал участие в торговых экспедициях к ирокезам и изучил Могаукский язык. Когда началась война с французами и индейцами, Скайлер присоединился к британской армии (1755), для которой набрал роту, а вице-губернатор Нью-Йорка, Джеймс де Ланси присвоил ему звание капитана. В 1756 году он отправился в форт Осуиго, где некоторое время исполнял обязанности квартирмейстера, пока форт не был захвачен французами. Скайлер так же принимал участие в сражении на озере Джордж, сражении при Карильоне и сражении за форт Фронтенак.
В 1756 году Скайлер был избран в Общий совет города Олбани. Одновременно он управлял паромной переправой через Гудзон между Олбани и Гринбушем. С 1761 по 1762 год он совершил путешествие в Англию. У себя в Олбани он построил дом, позже известный как Schuyler Mansion, а в провинции построил сельский дом, известный сейчас как General Schuyler House. В 1768 году он стал членом Генеральной Ассамблеи Нью-Йорка, и прослужил на этой должности до 1775 года. За время службы постепенно росло его недовольство политикой колониального правительства, особенно в вопросах валюты и коммерции. Но он поддерживал губернатора Генри Мура, который за это сделал его полковником ополчения.

## Война за независимость
В 1775 году Скайлер стал депутатом Второго Континентального Конгресса. В апреле начались столкновения ополчения Массачусетса с британской армией, а 15 июня Конгресс постановил официально превратить массачусетских ополченцев под Бостоном в Континентальную армию и учредил должность главнокомандующего, которым стал Джордж Вашингтон. В те же дни были избраны четыре генерал-майора: Артемас Уорд, Чарльз Ли, а также Скайлер и Израэль Патнэм. 21 июня Вашингтон отправился в Бостон вместе с Ли и Скайлером. Город Нью-Йорк вызывал особое беспокойство Вашингтона, поэтому он решил поручить Скайлеру, хорошо знакомому с местностью, возглавить оборону Нью-Йорка
.

### Статьи
- Halsey, Francis Whiting. GENERAL SCHUYLER'S PART IN THE BURGOYNE CAMPAIGN (англ.) // Proceedings of the New York State Historical Association. — Cornell University Press, 1913. — Vol. 12. — P. 109-118.